# Neodiplocampta krombeini
Neodiplocampta krombeini är en tvåvingeart som beskrevs av Hull och Martin 1974. Neodiplocampta krombeini ingår i släktet Neodiplocampta och familjen svävflugor. Inga underarter finns listade i Catalogue of Life.